# Stor-Huckerttjärnen
Stor-Huckerttjärnen är en sjö i Umeå kommun i Västerbotten och ingår i Sävaråns huvudavrinningsområde.